# Вампирши-лесбиянки
«Вампирши-лесбиянки» (исп. Las Vampiras, англ. Vampyros Lesbos) — западногермано-испанский эротический фильм ужасов 1971 года, снятый в Турции. Режиссёром выступил Хесус Франко, который также являлся соавтором сценария. Премьера состоялась 15 июля 1971 года в ФРГ. Фильм стал первой психоделической работой Франко и первым его фильмом с лесбийской линией в основе сюжета. В фильме снялась Ева Штрёмберг в роли Линды Вестингхаус, американки, работающей в турецкой юридической фирме. По сюжету Вестингхаус видит серию эротических снов, в которых фигурирует загадочная женщина-вампир, которая соблазняет её, а затем питается её кровью. Линда отправляется на остров в служебную командировку, где встречает девушку из своих снов.
Фильм пользовался успехом в кинотеатрах Европы. Саундтрек фильма стал популярным в середине 1990-х годов, после включения в сборник Vampyros Lesbos: Sexadelic Dance Party — альбом, ставший хитом первой десятки в британских альтернативных чартах.
Один из последних фильмов актрисы Соледад Миранды, скончавшейся 18 августа 1970 года.

## Сюжет
Живущая на отдалённом острове графиня Надин Кэроди — вампир, заманивает неосторожных жертв своим соблазнительным выступлением в ночном клубе. Следующей своей жертвой она выбрала Линду, которая работает адвокатом в Стамбуле. Её посылают в Анатолию по делу о наследстве графини Надин Кэроди. Когда она встречает клиентку, та, к её удивлению, оказывается той самой девушкой, что являлась ей во снах несколько последних недель. Они идут купаться, и Надин замечает, что дом, в котором они остановились, раньше принадлежал графу Дракуле. После того как у Линды начинает кружиться голова от выпитого вина, Надин ведёт её в комнату, где они занимаются сексом, и Надин начинает пить кровь из шеи Линды. Придя в себя, Линда выходит на улицу, где видит тело графини в бассейне, принимая её за мёртвую, она падает в обморок.
Далее в клинике доктора Элвина Сьюарда показывают девушку по имени Агра. Она рассказывает, что во снах к ней приходит «царица ночи». В той же клинике просыпается и Линда, которая не помнит, как оказалась здесь, как её зовут и где она живёт. По объявлению в газетах её находит друг Омар, который уже давно занимается её поисками. Линда вспоминает Омара, но по-прежнему не помнит, что случилось в доме графини. Далее Надин, находясь у себя дома, рассказывает своему помощнику Морфо, как она стала вампиром. Однажды её спас от изнасилования граф Дракула, который и превратил её в кровопийцу. С тех пор она ненавидит мужчин и стала одержима Линдой, которую тоже хочет сделать вампиром. Надин использует свои способности, чтобы связаться с Линдой и вернуть её на свой остров, после чего они пьют кровь и занимаются сексом. По возвращении в больницу доктор Сьюард сообщает Линде, что для избавления от наваждения вампира она должна расколоть голову Надин топором или пронзить её сердце колом.
После доктор наблюдает за Агрой, которая находится под влиянием вампира. Но она находит момент убежать из клиники и рассказывает Омару про вампиров. В это время Линда уезжает из гостиницы, ничего не сказав Омару, и её ловит незнакомец. Омар возвращается в клуб, где смотрит эротическое выступление графини. Ночью графиня Кэроди вместе с помощником Морфо приходит к доктору Сьюарду и убивает его, после чего идёт в комнату к Агре и сообщает о том, что они больше не встретятся. Омар приходит за помощью к доктору Стейнеру и они вместе отправляются на поиски Линды. Тем временем привязанную Линду мучает незнакомец, который рассказывает, что он муж Агры и хочет избавиться от вампиров. Линда убегает и возвращается в дом графини. Она видит обессиленную графиню, набрасывается на неё, пьёт кровь и пронзает ей голову колом. Тело мёртвой Надин исчезает, но Линда уже сама стала вампиром.

## Команда

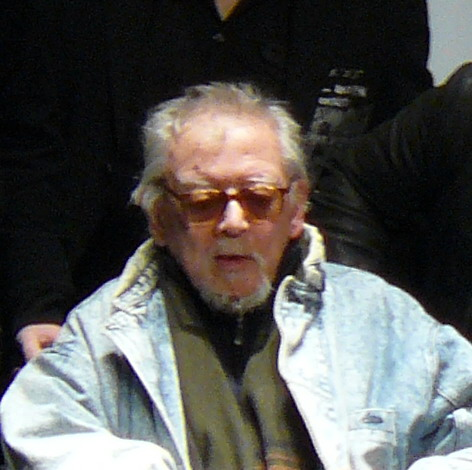
Режиссёр Хесус Франко в 2008 году на фестивале Fantastic’Arts

| - Соледад Миранда — Надин Кэроди - Деннис Прайс — доктор Элвин Сьюард - Пауль Мюллер — доктор Стейнер - Ева Штрёмберг — Линда Вестингхаус - Хайдрун Куссин — Агра - Хосе Мартинес Бланко — Морфо - Майкл Берлинг — ассистент доктора Сьюарда - Андреа Моншаль — Омар - Хесус Франко — Меммет - Бени Кардосо — мёртвая девушка (в титрах не указана) - Режиссёр — Хесус Франко - Продюсер — Артур Браунер - Исполнительный продюсер — Карл Хайнц Маннхен - Сценаристы — Хайме Чаварри, Хесус Франко, Анне Сеттимо - Оператор — Мануэль Мерино - Композиторы — Хесус Франко, Манфред Хюблер, Зигфрид Шваб - Монтажёр — Кларисса Амбах |

## Производство
«Вампирши-лесбиянки» снимался в Турции с 1 июня по 10 июля 1970 года. Франко применил киноприёмы, которые использовал, в своём предыдущем фильме, такие как длинные сцены стриптиза и женщины на главных ролях в фильме. А лесбийский подтекст в этом фильме был более заметен, чем в любой другой его предыдущей работе. Саундтрек также отличается от джазового звучания его предыдущих фильмов более психоделическим звучанием. Саундтрек написали Манфред Хюблер, Зигфрид Шваб и Хесус Франко, выступавший под псевдонимом Дэвид Кхуне. До выхода на экраны под названием «Вампирши-лесбиянки» фильм имел несколько рабочих названий, включая «Зло вампиров» (исп. 'Das Mal des Vampirs) и «Знак вампира» (исп. Im Zeichen der Vampire). Менее чем через месяц после окончания съёмок фильма «Вампирши-лесбиянки» Франко начал работу над своим следующим фильмом «Она убивала в экстазе» (1971).

### «Вампирская трилогия»
После «Графа Дракулы» Франко снял серию из трёх эротических фильмов о вампирах. С фильма «Вампирши-лесбиянки» начинается так называемая «вампирская трилогия» Франко, в которую входят фильмы «Дочь Дракулы» (1972) и «Вампирша» (1973). Во многом (большое количество обнажённой натуры и пытки) они напоминают эротические фильмы о вампирах режиссёра Жана Роллена. Фильмы последнего в свою очередь повлияли на трилогию студии Hammer начавшуюся с фильма «Любовницы-вампирши» (1970).

## Музыка
Саундтрек к фильму «Вампирши-лесбиянки» был выпущен под названием Vampyros Lesbos: Sexadelic Dance Party на компакт-диске в 1995 году компанией Motel Records. Музыка в альбоме составлена из ранее выпущенных альбомов Psychedelic Dance Party и Sexadelic, и состоит из саундтреков к трём фильмам Франко: «Вампирши-лесбиянки», «Она убивала в экстазе» и «Дьявол прибыл из Акасавы». Альбом был выпущен в период, когда возрождался интерес к музыкальному жанру спейс-эйдж-поп, ориентированному на лёгкую музыку 1950-х — 1960-х годов. Композиция «The Lions and the Cucumber» из альбома позже была вновь использована в саундтреке к фильму «Джеки Браун» американского режиссёра Квентина Тарантино. Альбом посвящён актрисе Соледад Миранде. Также выходило специальное расширенное издание тиражом всего 500 экземпляров, которое включало в себя 24 трека, что на десять больше чем стандартное издание. Его продолжительность составила 68:01 минут, что примерно на 20 минут больше чем в стандартном издании.
Саундтрек, выпущенный на дисках более двадцати лет спустя премьеры фильма, попал в топ 10 в «Британском альтернативном чарте». 29 сентября 1997 года вышел ремикс-альбом под названием The Spirit of Vampyros Lesbos, который представлял собой коллекцию ремиксов от различных электронных исполнителей. В их число вошли Two Lone Swordsmen, Cristian Vogel и Alec Empire, выпустившие свои собственные миксы на саундтрек к фильму.
Allmusic оценил альбом в три звезды из пяти, назвав музыку альбома «мучительной», а также отметив, что один из треков «построен на бесстыдном копировании гитарного риффа из Satisfaction». Entertainment Weekly поставил альбому B+ написав, что альбом «сочетает несочетаемое».

### Треклист
Все композиции написаны Манфредом Хюблером и Зигфридом Швабом.
| №                   | Название                        | Длительность |
| ------------------- | ------------------------------- | ------------ |
| 1.                  | «Droge CX 9»                    | 5:11         |
| 2.                  | «The Lions and the Cucumber»    | 5:10         |
| 3.                  | «There's No Satisfaction»       | 3:10         |
| 4.                  | «Dedicated to Love»             | 2:32         |
| 5.                  | «People's Playground Version A» | 0:50         |
| 6.                  | «We Don't Care»                 | 5:20         |
| 7.                  | «People's Playground Version B» | 1:17         |
| 8.                  | «The Ballad of a Fair Singer»   | 4:35         |
| 9.                  | «Necronomania»                  | 2:09         |
| 10.                 | «Kama Sutra»                    | 4:03         |
| 11.                 | «The Message»                   | 3:21         |
| 12.                 | «Shindai Lovers»                | 4:21         |
| 13.                 | «The Six Wisdoms of Aspasia»    | 4:20         |
| 14.                 | «Countdown to Nowhere»          | 2:27         |
| Общая длительность: | Общая длительность:             | 48:46        |

## Релиз
«Вампирши-лесбиянки» был выпущен 15 июля 1971 года в Германии и Испании, а в 1973 году фильм стали показывать в других странах Европы. Фильм выходил на VHS, а начиная с 2000 года фильм несколько раз издавался на DVD и дважды на Blu-Ray.

### Цензура
Из-за эротического содержания фильма, в его испанской версии дистрибьюторы изменили название на «Las Vampiras» и сократили лесбийские и обнажённые сцены, оставив от первоначальных 91 минуты отснятого материала только 82. В результате фильм получился разрозненным и трудным для понимания, в таком виде он был выпущен на кинофестивале в Ситжесе в 1973 году, через два года после его премьеры в Западной Германии. Почти не сокращённые версии были выпущены в зарубежных странах с рейтингами, предупреждающими об их сексуальном содержании.
После выхода фильма Хесус Франко начал снимать больше фильмов за рубежом, поскольку ни одна испанская продюсерская компания не хотела финансировать его проекты. Эта ситуация продолжалась долгое время из-за тем, показанных на экране режиссёром, который имел тенденцию противостоять франкизму, цензуре и католической церкви.

«Типичный продукт Хесуса Франко, состоящий из секса и ужаса, где второе так же несовершенно как и первое».— Alberto de la Escalera, цензор (1973)

## Реакция критиков
В основном критики сходятся во мнении, что это лучший фильм Франко, но также говорят и о том, что в фильме слабый сюжет. Большое внимание уделяется женской красоте и эротическим сценам, которые получились очень удачными: «восхитительное зрелище лесбийской сексуальности», так пишет о фильме Джеффри Вайнсток в своей книге «Фильмы о вампирах. Нежить в кино» (англ. The vampire film. Undead cinema). Так же Вайнсток говорит, что фильм Франко «делает акцент на привлекательности лесбийских отношений, благодаря его сопоставлению с нелестными представлениями гетеросексуалов». Исследователь европейского эксплуатационного кинематографа Дэнни Шипка писал «еврокультовые фильмы упиваются лесбийской темой, и Франко — один из тех, кто продвигал этот тренд на протяжении всей карьеры». Также он считает Франко однозначно прогрессивным режиссёром, который создаёт раскрепощённую вселенную, свободную от моральных осуждений. С точки зрения Шипки, Франко якобы выражает свой взгляд на свободу в сексуальных предпочтениях. Дэвид Аннандейл в своём академическом анализе фильма утверждает, что он был снят специально для мужчин. Режиссёр воспользовался ослабленными
цензурными стандартами начала 1970-х годов.
Total Film дал фильму три звезды из пяти, отметив, что «несмотря на (или, возможно, из-за) уморительно тяжёлой актёрской игры, скучного сценария и дилетантской режиссуры, этот фильм все равно вызывает определённое восхищение». Кинокритик Джонатан Розенбаум из The Chicago Reader дал фильму негативную оценку, сравнив режиссёра Хесуса Франко с Эдом Вудом. Сайт Slant Magazine дал фильму положительную рецензию в три с половиной звезды из четырёх, назвав его «слегка мечтательным», а также похвалив саундтрек. Film 4 дал фильму смешанную рецензию, отметив, что «вы никогда не пойдёте на фильмы Франко (а их более 150) ради сюжета, но его мечтательная, тревожная режиссура развивает центральную трагедию любви Кэроди к Вестингхаус», а также похвалив саундтрек к фильму. Интернет-журнал The Dissolve поставил фильму три звезды из пяти, отметив, что большая часть фильма «утомительна, будь то длинные любовные сцены или, что ещё хуже, болтовня серьёзных мужчин с приставкой „доктор“ (англ. Dr.) перед именем», а также то, что фильм «подарил зрителям нечто иное, завораживающую вибрацию», которая исходит от партитуры фильма и присутствия Соледад Миранды.
В своей книге 2009 года «Удовольствие и боль культовых фильмов ужасов: Исторический обзор» (англ. The Pleasure and Pain of Cult Horror Films: An Historical Survey), Бартломей Пашcльк возмутился некоторыми высокомерными критиками фильма, хотя в конечном итоге согласился с его недостатками: «По правде говоря, вампиры Франко гораздо больше заинтересованы в том, чтобы быть лесбиянками, чем в том, чтобы пить человеческую кровь, но фильм настолько завораживающий и настолько откровенно сексуальный, что вы не будете возражать против этого».
В книге «Гостеприимство, изнасилование и согласие в вампирской популярной культуре: впуская не того, кого надо» (англ. Hospitality, Rape and Consent in Vampire Popular Culture: Letting the Wrong One In) авторы отмечают, что Франко демонстрируют различные, но одинаково негативные представления о мужчинах: «первый жадно желает использовать свои знания для обретения бессмертия, второй похищает и мучает женщин». К такому же мнению приходит и критик Джеффри Вайнсток, мир этого фильма «далеко не привлекателен для женщин». Данный фильм явно предназначен для того, чтобы «развеселить гетеросексуальных мужчин, в то же время подчёркивает разрушительность этого объективирующего взгляда», он пишет, что «мужчины в фильме — такие же вампиры, как и Надин, а лесбийский секс — даже вампирский лесбийский секс — представлен как гораздо более чувственный, чем гетеросексуальная близость».
В своей статье о Хесусе Франко историк кино Александр Павлов называет фильм «Вампирши-лесбиянки» фаворитом среди кинокартин снятых Франко, которые считаются культовыми. Павлов отмечает, что фильм называли культовым такие кинокритики как Дэнни Шипка, Джеффри Уайнсток, а также автор сборника «101 культовый фильм который вы должны посмотреть пока не умерли» (англ. 101 Cult Movies You Must See Before You Die) (2010). Павлов говорит, что данный фильм «практически открыл эру вампирских лесбиянок в европейском кино и предшествовал таким хитам, как „Дочери тьмы“ Гарри Кюмеля и „Реквием по вампиру“ Жана Роллена». «Сюжет и тем более диалоги отступают на второй план; большей частью внимание режиссёра сосредоточено на обнажённых женских телах», — отмечает Павлов в своей критической рецензии.

### Влияние Дракулы
Хотя Хесус Франко часто отрицал, что фильм является некой версией истории о Дракуле произведению Брэма Стокера, сходство с книгой очевидно. В 1970 году, за год до создания «Вампирш-лесбиянок», режиссёр выпустил фильм «Граф Дракула» с Кристофером Ли и Соледад Мирандой в главных ролях. Впоследствии он стал режиссёром множества фильмов на вампирскую тематику, созданных на основе мифа, созданного Стокером в его литературном произведении.
«Вампирши-лесбиянки» можно считать слегка изменённой версией «Дракулы», поскольку основа романа проявляется в фильме с небольшими изменениями, которые делают картину Франко уникальной и способствуют изменению мифа о вампире. В романе главный герой и вампир — мужчины, а здесь оба персонажа — женщины. Ренфилд, безумец находящийся под властью вампира, который говорил о Дракуле находясь в лечебнице, здесь также является женщиной. Стивен Джей Шнайдер в своей статье из книги «101 культовый фильм который вы должны посмотреть, пока не умерли», считает, что у фильма больше общего с «Кармиллой» Джозефа Шеридана Ле Фаню, послужившей основой для множества фильмов о вампирах-женщинах.

## Ремейк
14 мая 2008 года вышел канадский ремейк фильма под названием Vampyros Lesbos режиссёра Мэтью Салиба. Продолжительность фильма составила 20 минут.